# Bruno Pezzella
Bruno Pezzella (Napoli, 30 aprile 1949) è uno scrittore, giornalista e docente italiano.

## Biografia
Bruno Pezzella si diploma al Liceo classico statale Vittorio Emanuele II di Napoli e consegue, con il massimo dei voti e la lode, la laurea in giurisprudenza presso l’Università degli Studi di Napoli Federico II.
Nel 1975, a 25 anni, vince il concorso nazionale del Ministero della Pubblica Istruzione e diventa titolare della cattedra di Discipline Giuridiche ed Economiche negli istituti statali superiori di Napoli.
Dal 2002 al 2012, ha insegnato presso l'Università degli Studi di Napoli Federico II, dove ha tenuto stage e corsi di formazione e specializzazione all'insegnamento. Nel dipartimento di Diritto dell'Economia, ricopre il ruolo di supervisore del tirocinio formativo presso la Scuola Interuniversitaria Campana di Specializzazione all'Insegnamento (S.I.C.S.I) dell'Università degli Studi di Napoli Federico II. Ha partecipato a progetti di ricerca e sperimentazione didattica, focalizzandosi sulla "relazione insegnante" e sulla metodologia della Ricerca-Azione, collaborando con l’Università degli Studi di Napoli "L'Orientale", il MIUR e vari enti di formazione nazionali. 
Tra il 2005 e il 2013, ha collaborato come docente al progetto CIRED (Centro Interistituzionale di Ricerca ed Elaborazione Didattica), inserito nel Lifelong Learning Programme 2007-2013, presso l'Università degli Studi di Napoli "L'Orientale".
Tra il 2002 e il 2015, ha pubblicato diverse monografie e manuali, tra cui Sapere formare (2004), Un professore riflessivo (2006) e La fabbrica della felicità (2008). Nei suoi saggi, come Il sapere tra incertezza e coraggio, la conoscenza mobile (2011) e Adessità, il tempo della provvisorietà e del transito (2017), ha esplorato i processi di formazione e diffusione del pensiero. In Shock Down, la notte del pensiero (2022), ha analizzato gli effetti della pandemia di Covid-19 sui processi mentali e comportamentali.
Giornalista dal 1976, ha collaborato con i quotidiani Il Roma e Napoli oggi. Tra il 1980 e il 1996, è stato responsabile della pagina Scuola-Università del quotidiano Napolinotte (1980-1985); redattore (sezione Cultura-Scuola-Università) della rivista Meridiana (1987-1990); collaboratore di Lettera Sud inserto settimanale di Economia e Finanza del quotidiano Il Mattino e della pagina regionale della Campania. Negli stessi anni è stato responsabile dell'ufficio stampa della UIL (sezione Scuola-Università regionale).
Come narratore, ha scritto romanzi gotico/noir e racconti, tra cui L’enigma di Calvino (2002), Nik Stupore...e i tre nodi del marinaio (2014, riedizione 2019), Controluce (2016), Tanti piccoli K (2022) e Un ragazzo del Sessantotto (2024), accolti favorevolmente dalla critica. Tanti piccoli K (2022) è stato finalista del concorso letterario Premio I Murazzi (XII edizione, 2023), vincitore del premio Emily Dickinson (XXVIII edizione, 2024) ed ha ottenuto la Menzione speciale della Giuria e di Casa Sanremo Library (2025). Un ragazzo del Sessantotto ha ricevuto il Premio I Murazzi 2025, nella sezione Saggistica. 
In ambito culturale-artistico, ha partecipato alle edizioni della rassegna Estate a Napoli negli anni 1982 e 1983 come consulente presso l'Assessorato allo Spettacolo. Nel 1982, per la stessa rassegna, ha curato la mostra-evento "Eduardo1954-1960"'su materiale fotografico dell'archivio Ruggieri', al Maschio Angioino. Nel 1995 ha curato la mostra-evento "Distrattamente. Napoli e i napoletani dall'inizio del secolo agli anni '60"' nell'ambito della rassegna della Regione Campania "Suoni e scene al Castello', presso il Castel dell'Ovo. Nel biennio 2014/2016, con il patrocinio della V Municipalità Vomero Arenella, un gruppo di editori e associazioni culturali, ha ideato e coordinato il ciclo di incontri "Apeiron…o dell’indefinito, principio di tutte le cose" presso la Biblioteca Benedetto Croce.
Ha collaborato con artisti come Peppe Lanzetta, Adriana Carli e scrive per riviste nazionali, tra cui Verbum Press (Roma) e Le sociologie (Napoli).

## Opere letterarie

### Romanzi e racconti
- L'enigma di Calvino, Napoli, Mario Guida Editore, 2001.
- Nik Stupore...e i tre nodi del marinaio, Napoli, Rogiosi Editore, 2019  [2014], ISBN 978-8869503313.
- Controluce, Napoli, Homo Scrivens, 2016, ISBN 978-8899304539.
- Tanti piccoli K, Napoli, Edizioni MEA, 2022, ISBN 9791280301291.
- Solo quattro secondi, Napoli, Armando De Nigris Editore, 2025,  ISBN 9791281105621

### Saggi
- Sapere, formare. Guida alla specializzazione all’insegnamento, Napoli, Satura Editrice, 2004, ISBN 8876070044.
- Un professore riflessivo. Manuale di specializzazione all’insegnamento, Napoli, Satura Editrice, 2006, ISBN 8876070176.
- La fabbrica della felicità. Creare sapere condiviso e sostenibile, Napoli, Cuzzolin Editore, 2008, ISBN 978-88-87998-88-7.
- Il sapere tra incertezza e coraggio. La conoscenza mobile, Napoli, Cuzzolin Editore, 2011  [1970], ISBN 978-88-87479-29-4.
- Adessità. Il tempo della provvisorietà e del transito, Napoli, Cuzzolin Editore, 2017, ISBN 978-88-86638-53-1.
- AA.VV., Resilienza e Futuro. Scrittori al tempo del Coronavirus, Napoli, Cuzzolin Editore, 2021, ISBN 978-88-86638-93-7.
- Shock down. La notte del pensiero, Napoli, Kairós Edizioni, 2021, ISBN 8832297132.
- Un ragazzo del Sessantotto, Napoli, Kairós Edizioni, 2024, ISBN 8832297965.[11]

## Collaborazioni artistiche

### Soggetti e sceneggiature
- Cortometraggio "Il cappello" diretto da Adriana Carli[12] nel 2018.
- Cortometraggio "Tanti piccoli K" diretto da Adriana Carli[13] nel 2022.